# (3802) Dornburg
(3802) Dornburg (1986 PJ4) – planetoida z grupy pasa głównego asteroid okrążająca Słońce w ciągu 3,46 lat w średniej odległości 2,29 j.a. Odkrył ją Freimut Börngen 7 sierpnia 1986 roku.